# Piankhi-Yerike-Qo
Piankhi-Yerike-Qo foi o 31º rei da Dinastia Napata do Reino de Cuxe, acredita-se que tenha reinado na primeira metade do século III a.C.  

## Evidências
A única evidência do reinado de Piankhi-Yerike-Qo está em uma inscrição erguida por seu sucessor Sabrakamani (Kawa XIII). Sua filiação e relações familiares são desconhecidas. O nome contém os componentes Piye, escritos como o nome de seu grande predecessor e significando talvez "rei" no uso cuxita posterior, e Irike, que em Meroítico (yerike) tem o significado de gerado de. Consequentemente, seguindo a sugestão de Macadam, Irike-Piye pode ser interpretado como gerado pelo Rei. O nome é complementado com o elemento -qo, que ocorre em um grande número de nomes reais cuxitas, bem como no material de nomes não reais preservados do período Meroítico, mas seu significado é obscuro. 
Como consequência da datação da inscrição de Sabrakamani ser da primeira metade do século III a.C., seu predecessor Irike-Piye-qo teve seu reinado no início do século III a.C. Seu local de sepultamento é desconhecido. Na literatura, vários túmulos na necrópole de Jebel Barcal foram associados a ele: Dunham afirma que sua sepultura é em Jebel Barcal (Bar.)18;  Hofmann o coloca em Bar.15;  Hintze na Bar.11;  Wenig na Bar.14;  mas todas essas atribuições são, no entanto, mera conjectura. 